# Pasífae (escultura)
Pasífae és una escultura en bronze feta per l'artista Òscar Estruga i Andreu i signada el 1988-1989. L'obra està situada a l'espigó central de la platja de Ribes Roges, a Vilanova i la Geltrú des del 27 d'octubre de 1993 sobre una base rectangular de formigó. Les inscripcions de les quatre cares de la base es van afegir l'any 1997 per explicar el significat de l'obra, diuen: “Pasífae, filla del sol, va sofrir una boja passió pel blanc del ramat del seu espòs Minos, rei de Creta”, "La nostra ciutat banyada per la mateixa mar que banya Creta, es reconeix en la civilització mediterrània", "Oscar Estruga" i "Vilanova i la Geltrú 1991". El text és obra de l'escriptor Bienve Moya. L'obra pesa 2.500 quilos i fa 5,50 metres de llargada, 3,20 d'alçada i 1,50 d'amplada.
La escultura representa a Pasífae dins d'una vaca, tot i que en general es pensa que és un brau. És una al·legoria d'un mite popular a Creta. Explica la llegenda que Posidó, el déu del mar, va enviar un bou blanc a Creta perquè el seu rei, Minos, el sacrifiqués en el seu honor. Però Minos s'hi va negar, i Posidó, enrabiat, es va venjar fent que Pasífae, la dona de Minos, s'enamorés bojament del bou. Pasífae va acabar tenint un fill amb el bou, el minotaure. No va ser fins que temps després, el minotaure, un  monstre que va terroritzar a tots els pobles del mediterrani, va morir en mans del príncep Teseu.	
L'escultura mostra el moment en què Pasífae s'introdueix a l'interior de la vaca ingeniada per Dédal, per així ser fecundada pel toro. Per això, es veu part de la cama i del peu de Pasífae que surten de l'interior de la vaca. La proximitat de l'escultura al mar també està relacionada amb el mite, ja que el toro enviat per Posidó sorgeix del mar. Els quatre relleus amb inscripcions de l'escultura, completen la representació de la llegenda de Pasífae. L'escultura representa la unió dels pobles de la Mediterrania.

## Galeria

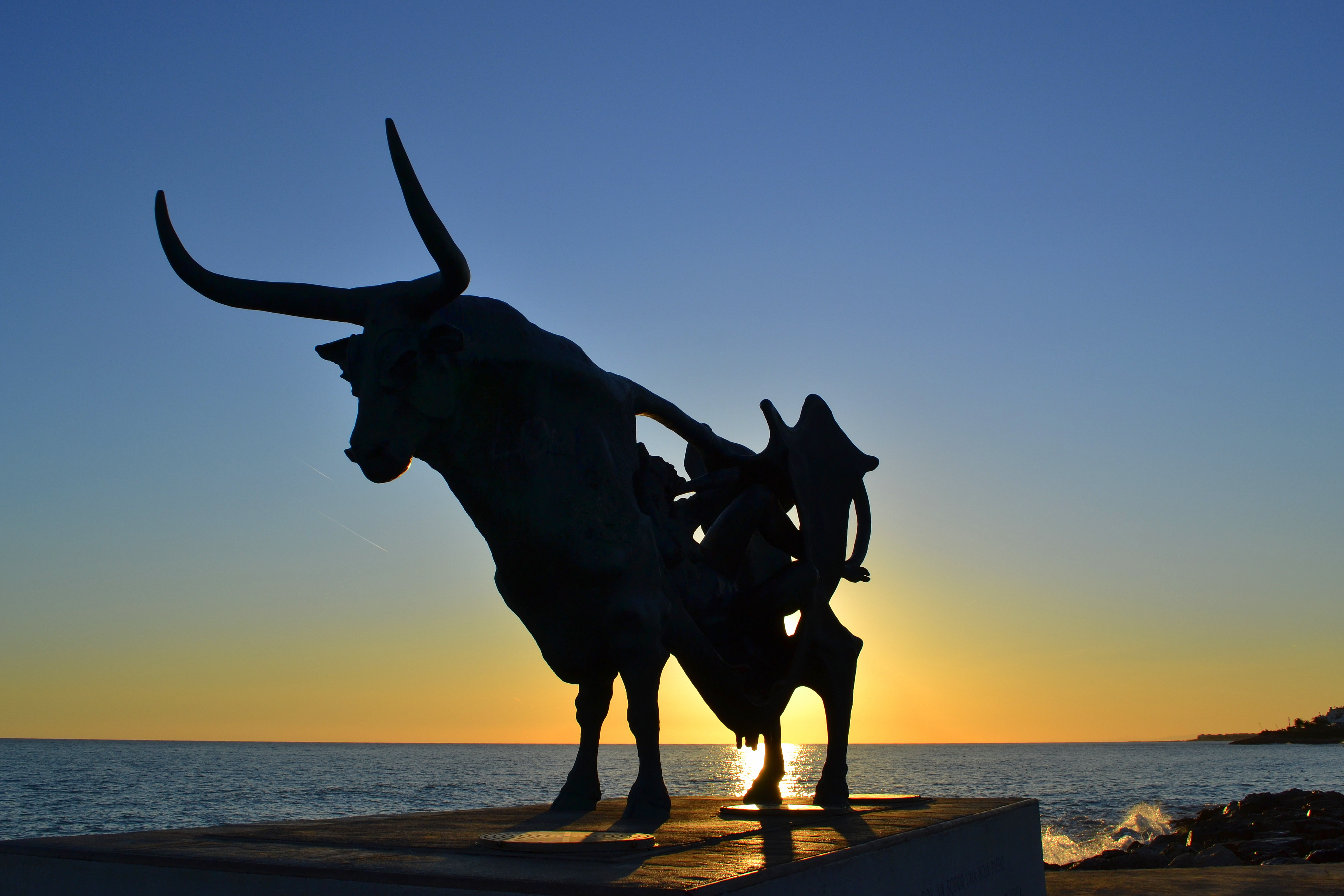
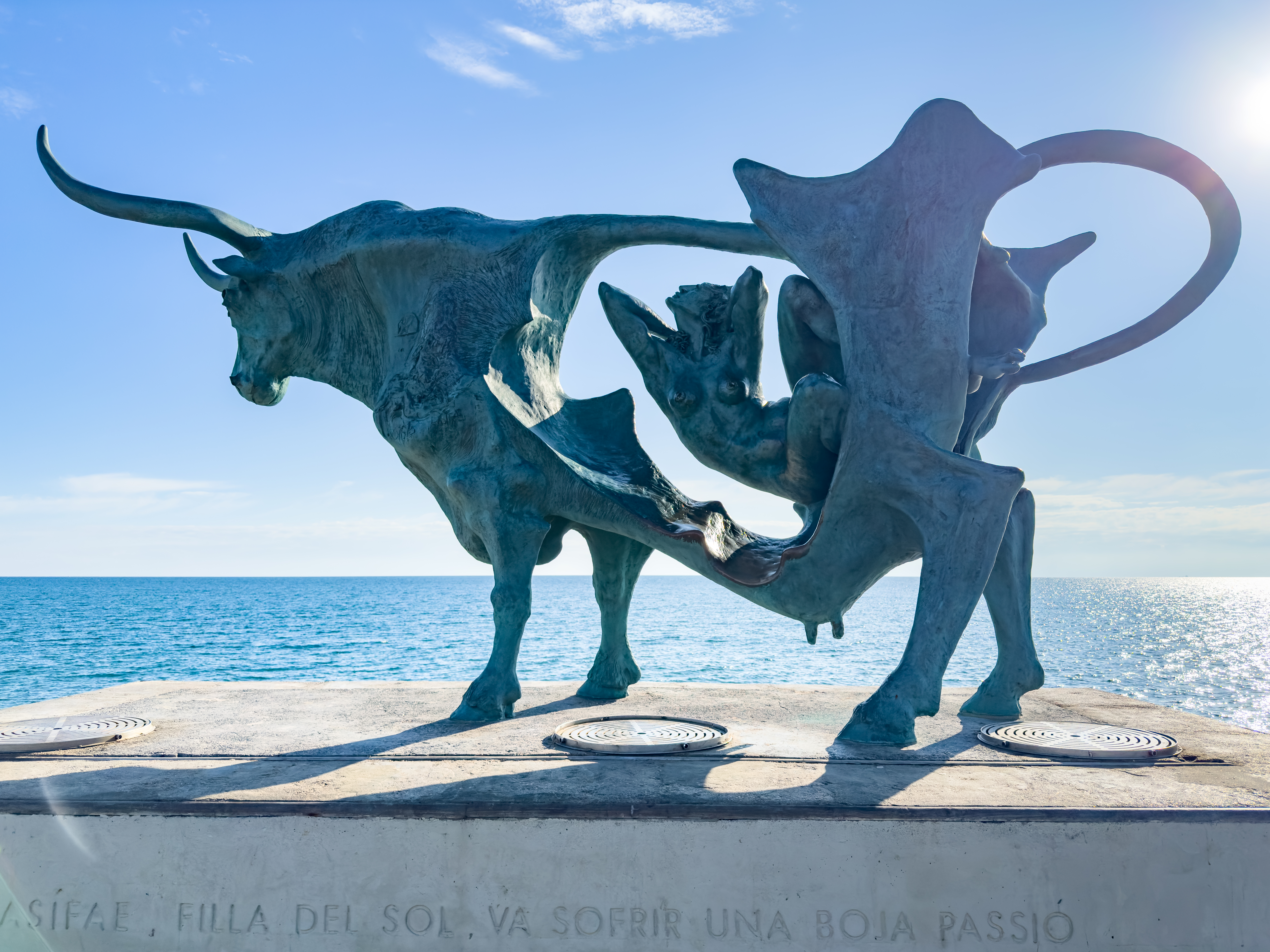
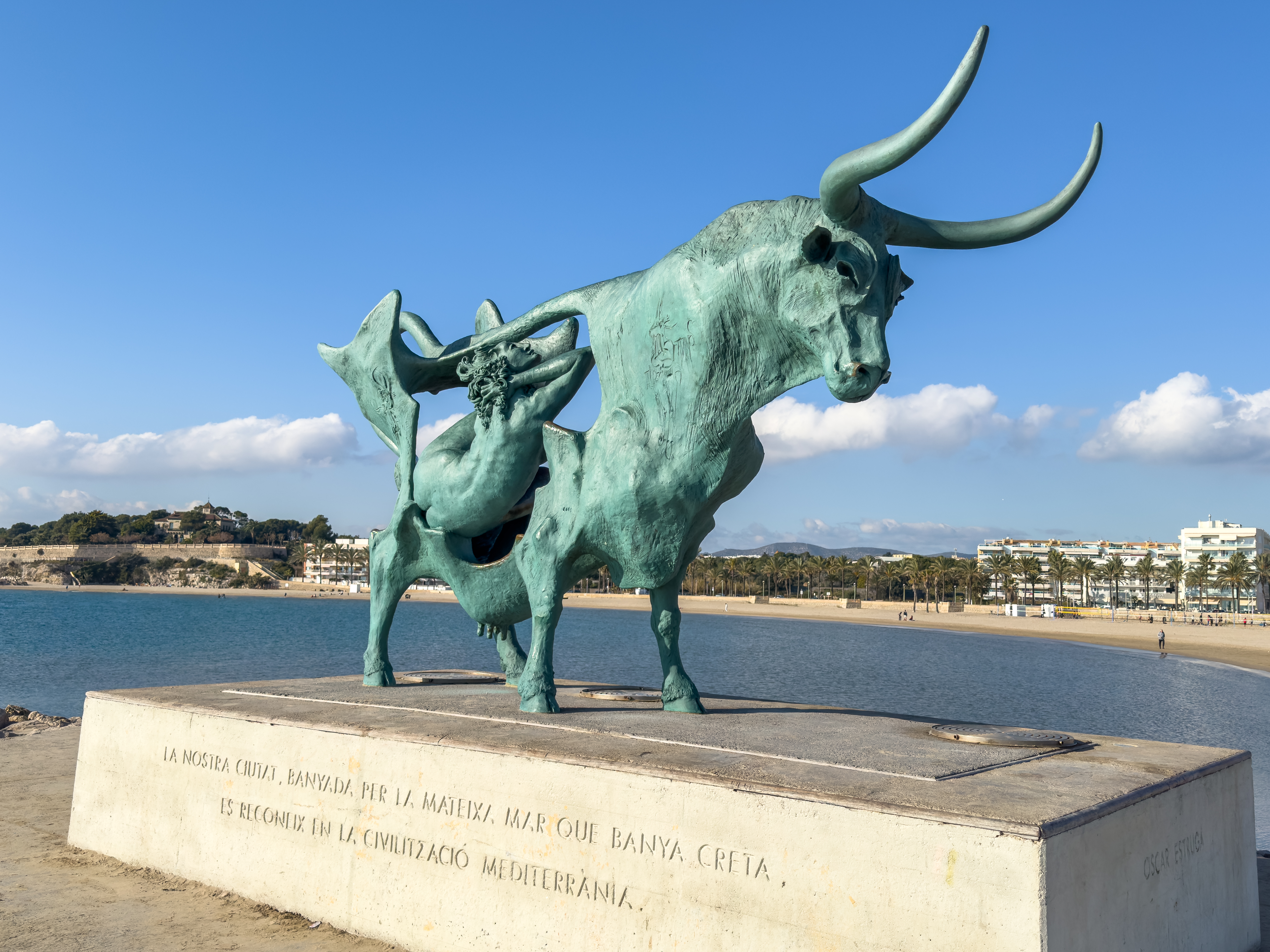
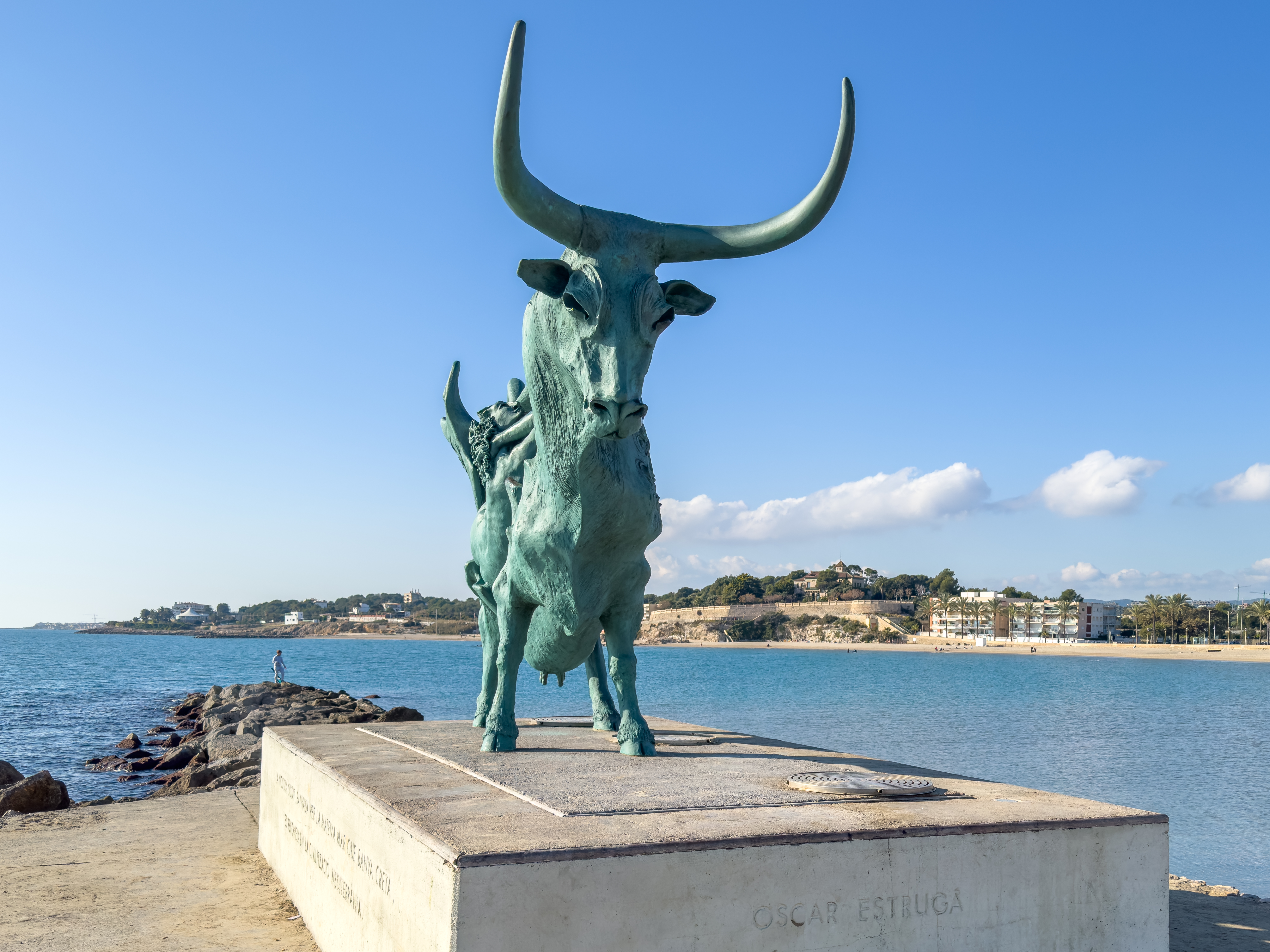
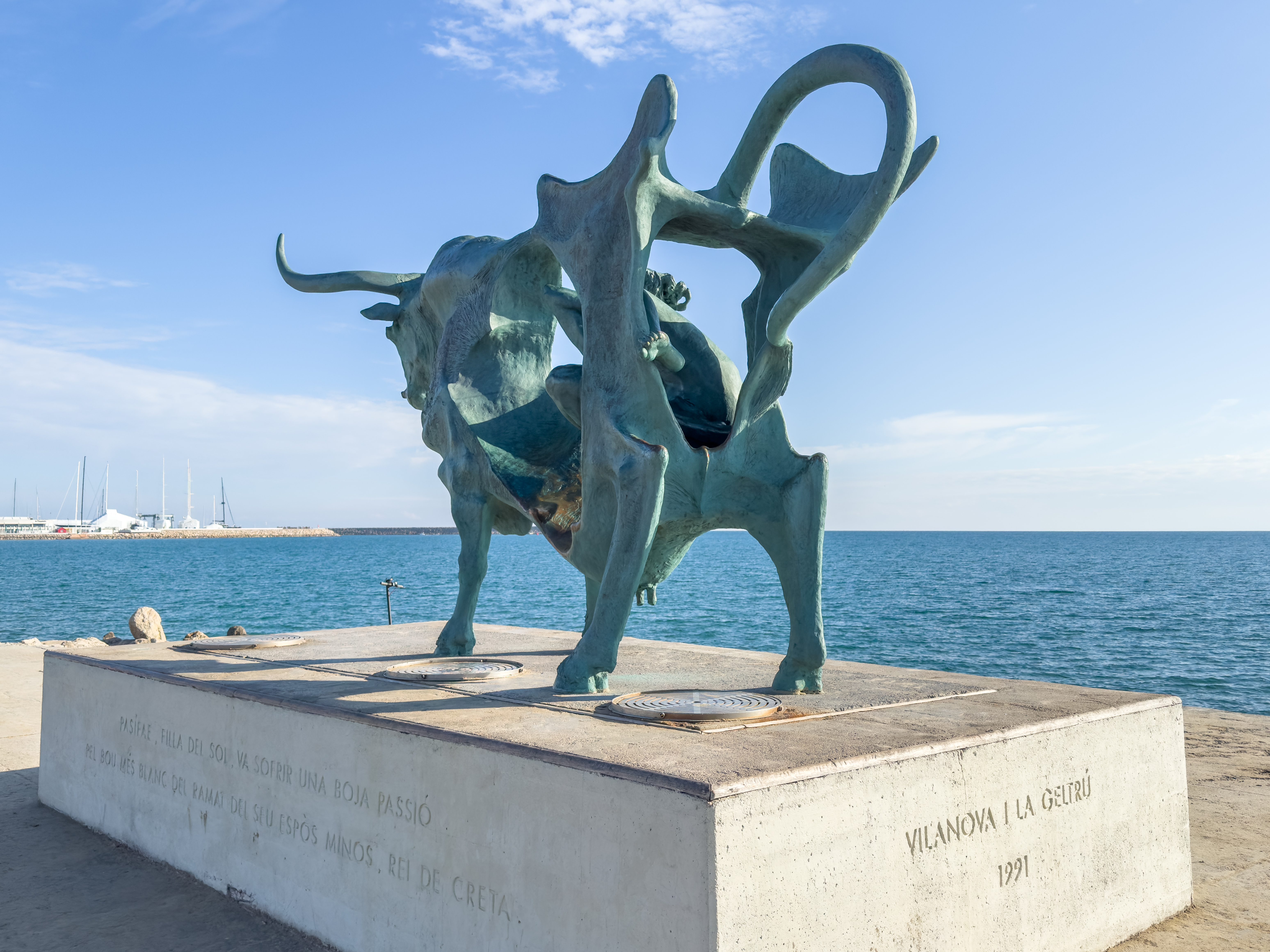
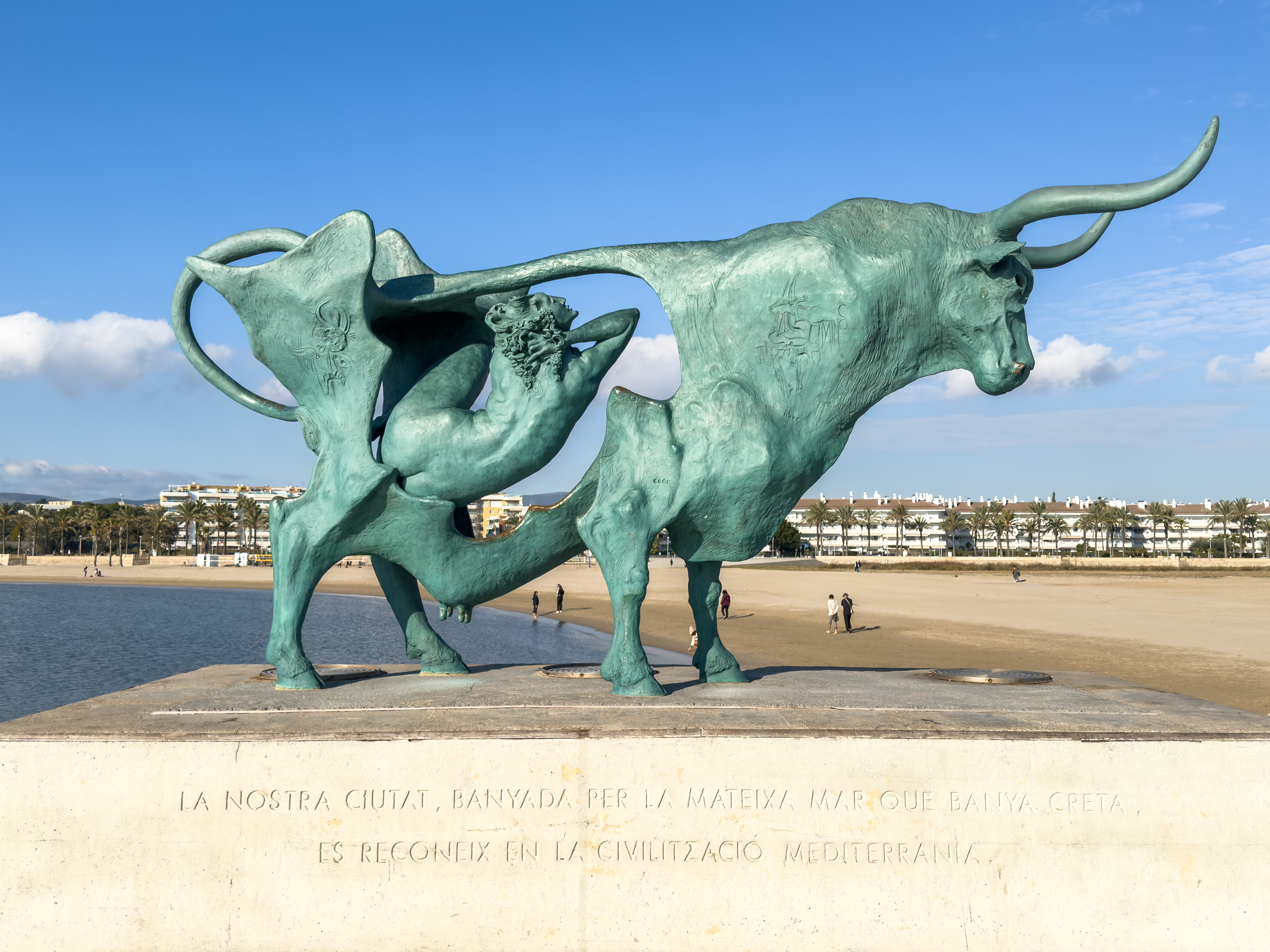